# شایسته واعظ

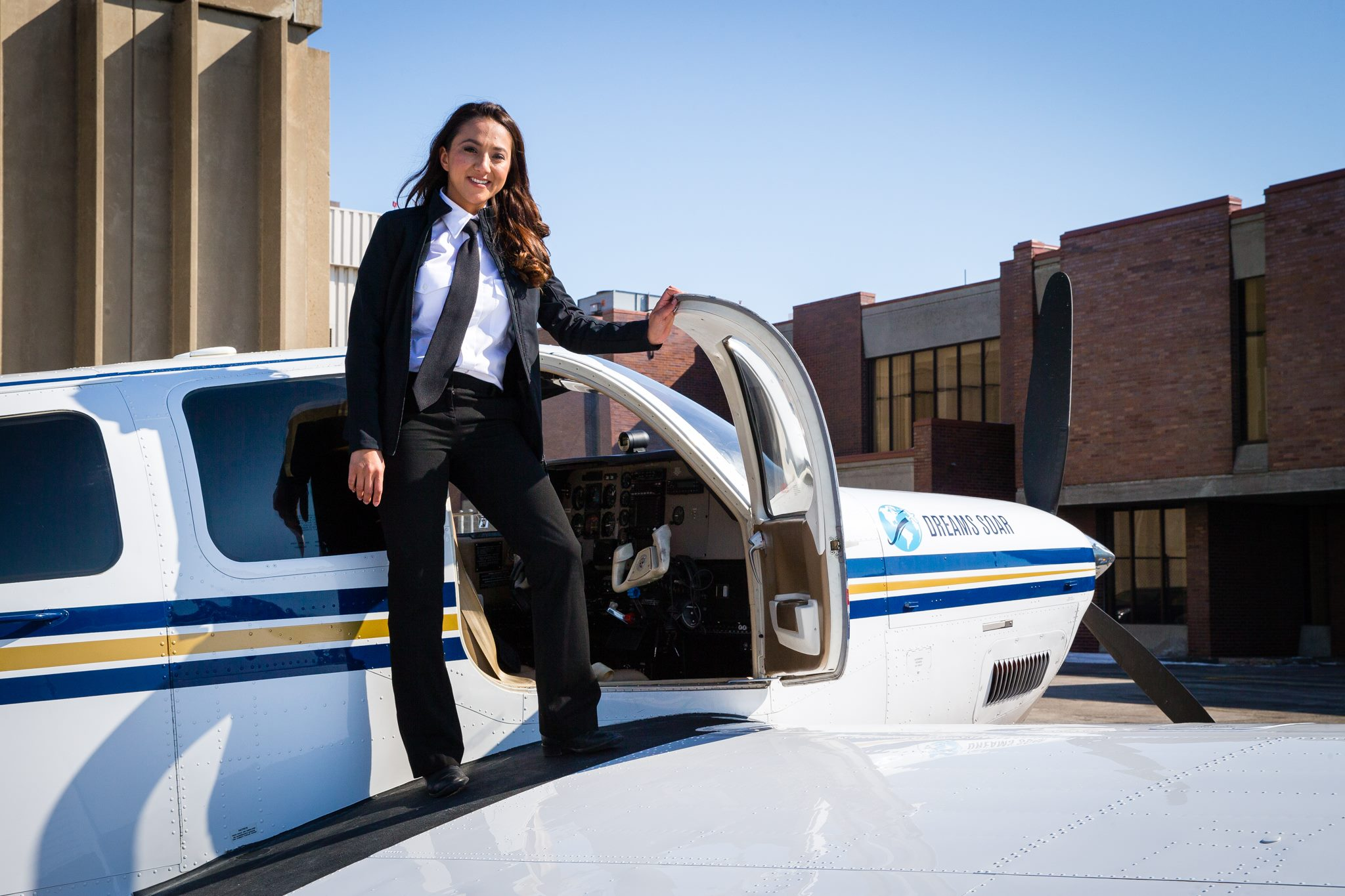
تصویر شایسته واعظ

شایسته واعظ (انگلیسی: Shaesta Waiz) یک خلبان افغان-آمریکایی است. وی نخستین خلبان زن هواپیمای غیرنظامی اهل افغانستان است.
در سال ۱۹۸۷ هنگامی که وی تنها چهار ماه سن داشت به همراه خانواده اش به دلیل جنگ شوروی در افغانستان به ایالات متحده مهاجرت نمود.
در تاریخ ۴ اکتبر ۲۰۱۷ واعظ نخستین بانوی جوان شد که با یک هواگرد تک موتوره به دور دنیا پرواز کرد.